# Franz Xaver von Neveu

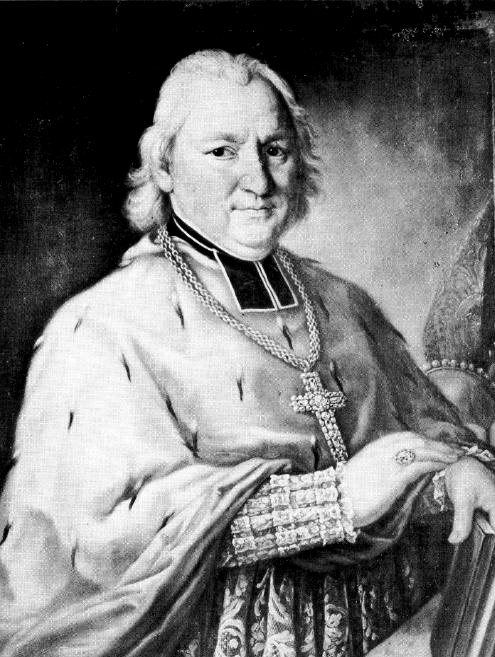
Franz Xaver von Neveu

Franz Xaver Freiherr von Neveu (1749-1828) foi o último Príncipe-Bispo da Basileia, reinando de 1794 a 1803. Depois que o Príncipe-Bispado de Basileia foi mediado ao Margraviado de Baden em 1803, Neveu permaneceu Bispo de Basileia, embora sem exercer o poder temporal, até sua morte em 1828.

## Biografia
Franz Xaver von Neveu nasceu no Castelo de Birseck em 26 de fevereiro de 1749, filho de Franz Karl Ignaz Freiherr von Neveu e sua esposa Maria Sophia Reuttner von Weyl.
Ele serviu como pajem na corte de Simon Nikolaus Euseb von Montjoye-Hirsingen, Príncipe Bispo de Basel, em Porrentruy, e então passou 1762-69 estudando no ginásio jesuíta em Porrentruy. Em 1769, ele começou seus estudos na Universidade de Estrasburgo. 
Em Estrasburgo, foi ordenado sacerdote em 15 de março de 1777. Em 1789, ele se tornou um cônego (Domizellar) de Basel Münster. Ele se tornou um membro do capítulo da catedral em 28 de janeiro de 1792.  A Revolução Francesa se espalhou para o Príncipe-Bispado de Basel, com as tropas francesas entrando no Príncipe-Bispado em abril de 1792. Neveu e o resto do capítulo da catedral fugiram para Arlesheim, depois para Freiburg im Breisgau . 
Em 2 de junho de 1794, o capítulo da catedral elegeu Neveu como o novo Príncipe-Bispo da Basiléia, com o Papa Pio VI confirmando sua nomeação em 12 de setembro de 1794. Na época de sua eleição, a porção norte do Príncipe-Bispado da Basileia já havia sido incorporada à República Rauraciana em dezembro de 1792. Como tal, a autoridade temporal de Neveu se estendeu apenas à Abadia de Bellelay, Abadia de Moutier- Grandval, Erguel, Orvin, Biel, La Neuveville e Schliengen.
O Tratado de Campoformio (18 de outubro de 1797) concedeu à Primeira República Francesa carta branca na Suíça e, em 14 de dezembro de 1797, as tropas francesas ocuparam o restante do Príncipe-Bispado da Basiléia. Em 1803, esta porção meridional do príncipe-bispado foi mediatizada para o Margraviado de Baden, e Neveu perdeu o que restava de seu poder temporal sobre o príncipe-bispado. Ele permaneceu bispo de Basel até sua morte. 
Ele morreu em Offenburg em 23 de agosto de 1828.